# Фрајоли (Фрозиноне)
Фрајоли је насеље у Италији у округу Фрозиноне, региону Лацио.
Према процени из 2011. у насељу је живело 78 становника. Насеље се налази на надморској висини од 338 м.